# Ray Fränkel
Ray Fränkel (Paramaribo, 15 september 1982) is een Nederlands-Surinaams voetballer.
Fränkel is een verdediger die vroeger uitkwam voor onder meer het Estse FC Flora Tallinn en de Nederlandse clubs FC Groningen, Fortuna Sittard, Haarlem en FC Lisse. In de jeugd speelde hij voor SV Transvaal en Feyenoord. Hij is een neef van Purrel Fränkel en ook zijn vader Iwan Fränkel was profvoetballer.
In 2013 debuteerde hij voor het Surinaams voetbalelftal op het ABCS-Toernooi.
In 2022 was hij bondscoach van het Surinaamse vrouwenvoetbalelftal.
| Club       | Seizoen    | Totaal aantal wedstrijden | Competitie- wedstrijden | Doelpunten |    |   |
| ---------- | ---------- | ------------------------- | ----------------------- | ---------- | -- | - |
| Antwerp FC | 2007-08    | 40                        | 31                      | 4          | 6  | 0 |
| Antwerp FC | 2008-09    | 42                        | 33                      | 2          | 8  | 0 |
| Antwerp FC | 2009-10    | 2                         | 0                       | 1          | 0  | 0 |
| Totaal     |            | 84                        | 64                      | 7          | 14 | 0 |
| Bijgewerkt | 30-07-2009 |                           |                         |            |    |   |